# Zbigniew Frączkiewicz
Zbigniew Frączkiewicz (ur. 8 października 1946 w Grzmiącej) – polski rzeźbiarz; także rysownik, malarz, projektant znaków graficznych, twórca medali, zajmuje się również wzornictwem użytkowym oraz fotografią, a w ostatnim czasie astrofotografią.
Jest przedstawicielem pokolenia rzeźbiarzy-absolwentów ASP w Warszawie (takich jak Adam Myjak, Jerzy Kalina czy Karol Broniatowski) którzy działalność artystyczną podjęli na początku lat 70. Jego wykładowcami w czasie studiów byli Stanisław Kulon, Jan Kucz i Oskar Hansen.

## Życiorys
Okres dzieciństwa i młodości spędził w Łodzi. Po ukończeniu tamtejszego Liceum Sztuk Plastycznych (1965) rozpoczął studia na Wydziale Rzeźby Akademii Sztuk Pięknych w Warszawie. Otrzymał dyplom z wyróżnieniem w pracowni prof. Tadeusza Łodziany (1971).
W okresie studiów, w 1970 zdobył główną nagrodę w zorganizowanym w Legnicy I Ogólnopolskim Plenerze Rzeźby. Podjęta wkrótce decyzja o wyjeździe z Warszawy i budowaniu kariery w szybko rozwijającym się zagłębiu miedziowym okazała się istotna w jego życiu i twórczości, która jest inspirowana dzieciństwem spędzonym w przemysłowej Łodzi i kontaktami z ludźmi i przemysłem zagłębia miedziowego. Mieszkał kolejno w Legnicy, Lubinie, wsi Czerniec, Chocianowie.
Jako młody człowiek, organizujący sobie miejsce do życia i tworzenia, jako plastyk współpracował z dużymi zakładami, m.in. Zakładami Mechanicznymi Legmet w Legnicy (1971–1972), Fabryką Urządzeń Mechanicznych, a także miastem Chocianów (1972–2022).
Od 1972 pracował w Państwowej Wyższej Szkole Sztuk Plastycznych we Wrocławiu jako asystent prof. Borysa Michałowskiego. W 1973 zamieszkał w Lubinie, gdzie był zatrudniony na stanowisku plastyka powiatowego (1973–1976). To wówczas stworzono istotny projekt humanizacji tego robotniczego miasta-blokowiska, przeszczepiony później (ale nierealizowany) w chocianowskiej Fabryce Urządzeń Mechanicznych. Do współpracy przy nim Frączkiewicz zaprosił architekta prof. Oskara Hansena, swego byłego wykładowcę z ASP w Warszawie.
Artysta jeszcze na studiach przejawiał zainteresowanie rzeźbą w kamieniu, ale dopiero plenery rzeźbiarskie, w których brał udział jako uczestnik, a niekiedy jako organizator (Drezno – Rotwendorf, Osetnica, Burgas, Carrara, Fanano, Targoszyn, Borów), dały mu szansę na realizowanie dużych rozmiarów prac. W latach 1980–1984 organizował plener rzeźbiarski „Borów – Chocianów 1980”, który zgromadził czołówkę polskich rzeźbiarzy i wytyczył kierunki postaw artystycznych w nowej wtedy sytuacji społecznej.
Frączkiewicz po wyprowadzce z zagłębia miedziowego zamieszkał w Świeradowie Zdroju (1986), a rok później na stałe osiadł w Szklarskiej Porębie (1987).

## Twórczość
Artysta działa na kilku polach. Tworzy rysunki, obrazy, znaki graficzne, medale, performance, happeningi, video, jednak rzeźba pozostaje u niego dziedziną wiodącą.
Twórczość rzeźbiarska Frączkiewicza jest różnorodna zarówno pod względem stosowanych materiałów (żeliwne odlewy, rzeźby z marmuru, granitu, betonu, brązu, stali), formy (realistyczne postaci np. Tadeusza Gumińskiego, Wincentego Witosa czy częściowo abstrakcyjne rzeźby, np. Henryka Karlińskiego czy Jana Wyżykowskiego), jak i wielkości obiektów. Są pomniki niewielkich rozmiarów (krzyczące głowy – „Krzyk”, 1970 czy „Kobieta”, 1973), ale także sporo monumentalnych form („Ludziom ziemi” z Jerzmanowej z lat 1978–1985, pomnik Ofiar Faszyzmu w Chocianowie z 1977, pomnik Pamięci Ofiar Lubina '82 z 1992 czy stworzona na zamówienie Komitetu Budowy Krzyża Milenijnego w Bolesławcu siedmiometrowa figura ukrzyżowanego Chrystusa (2000–2001)).
9 maja 2001 na dziedzińcu berlińskiego gimnazjum im. Alberta Einsteina odsłonięto rzeźbę „My z XX wieku” stworzoną w roku 1999 dla miasta Greiz. Trzy rzeźby z cyklu „Żelaznych ludzi” znajdują się w Hattingen, jedna w Moguncji. Swoje prace artysta wystawiał m.in. w Moguncji, Hanowerze, Fellbach, Worpswede, Karlsruhe, Wiedniu czy w Berlinie.
Prace Zbigniewa Frączkiewicza znajdują się w zbiorach Muzeum Miedzi w Legnicy, Centrum Rzeźby Polskiej w Orońsku, Dolnośląskiego Towarzystwa Zachęty Sztuk Pięknych we Wrocławiu oraz w kolekcjach prywatnych w Polsce, Niemczech, Austrii, Włoszech, Holandii.

## Cykl „Ludzie z żelaza”
Cykl „Ludzi z żelaza” nazywany też cyklem „Żelaznych ludzi” (1984) jest najbardziej znany w twórczości Frączkiewicza. Należy także do najważniejszych cyklów rzeźbiarskich zrealizowanych w Polsce w latach 80. i 90. Cykl nieustannie się powiększa o nowe figury i nowe konteksty, jest dziełem w procesie, otwartym, które z założenia się rozwija.
Na jego powstanie złożyło się kilka historii: życie w rosnącym zagłębiu miedziowym, współpraca z ogromnymi zakładami przemysłowymi, a także obserwacja ludzi – górników, robotników, pracowników fabryk. Bezpośrednim powodem stworzenia „Żelaznych ludzi” był udział artysty w plenerze w Jastrzębiu Zdroju, podczas którego uczestnikom zlecono zaprojektowanie rzeźby ożywiającej przestrzeń miejską. Frączkiewicz wspomina, że chodził po szarym, nowo wybudowanym blokowisku, aż trafił do ronda, do którego nie prowadziły żadne drogi. Brzydota blokowiska i absurdalność ronda, które powstało dla nikogo, nasunęły mu pomysł, aby postawić tam posąg nagiego człowieka. Pomysł ten nie został zrealizowany, ale rzeźbiarz go nie porzucił. Po powrocie do domu wykonał prototypowe części ciała Żelaznego.
W 1984 kustosz łódzkiego Muzeum Sztuki Janina Ładnowska wybrała prototypowe elementy (stopa, tors, głowa) na wystawę w Fellbach (ówczesne RFN). W tym czasie w pracowni w Chocianowie Frączkiewicz zbudował postać Żelaznego człowieka. Po sukcesie, jaki odniósł, rozpoczęła się wędrówka tego rzeźbiarskiego cyklu po Polsce i Europie. Za każdym razem wzbudzała skrajne emocje u widzów i mediów: od zachwytów po akty wandalizmu.
Na przykład wystawiona w 1995 na rynku w Gorzowie Wielkopolskim rzeźba z cyklu „Żelaźni ludzie” wywołała skandal obyczajowy. Ufundowany przez radnego Józefa Finstera posąg nagiego mężczyzny był złośliwie nazywany „Śfinsterem” lub „Świństerem”, wielokrotnie niszczony i przenoszony w różne miejsca, a nawet zamknięty w magazynie. Obecnie na stałe jest ulokowana przy ul. Hawelańskiej.
Natomiast niemieckie Hattingen zakupiło kilkanaście rzeźb Ironmana i ustawiło na stałe w mieście, kreując w taki sposób oryginalny symbol – rzeźbiarski znak przemysłowej tradycji miasta w Zagłębiu Ruhry.
Cykl był pokazywany m.in. w Mainz, Fellbach i Worpswede w Niemczech, w Górach Izerskich jako Izerskie Garby (w ramach akcji Umarłym lasom, 1989) i Legnicy, Gorzowie, Toruniu, Łodzi i innych miastach Polski.

## Nagrody
- Nagroda Ministra Przemysłu Ciężkiego na wystawie „Plastyka na zamówienie społeczne” za Pejzaż urbanistyczno-plastyczny miasta Chocianów (z Ewą Dakszewicz, 1975)[2]
- Jego prace dwukrotnie otrzymały tytuł Rzeźby Roku Polski Południowej (1976 i 1977)[2]
- Grand Prix na Międzynarodowym Sympozjum Rzeźbiarskim w Burgas (1977)[2]
- nagroda na wystawie „Tendencje i Osobowości” (1979)[2]
- nagrodę na wystawie „Sacrum – Wiara – Sztuka” (1994)[2]

- medal Zasłużony dla Kultury Polskiej (2014)[7].

## Ważniejsze realizacje
- Milczą, a jednak wołają – pomnik Ofiar Faszyzmu w Chocianowie i Jelczu-Laskowicach, gdzie mieściły się filie obozu Gross Rosen (1977)
- cykl Ludzie z żelaza (1984)[2]
- Pomnik Ludziom Ziemi w Jerzmanowej, pow. głogowski (1985)
- pomnik Pamięci Ofiar Lubina '82 (1992)
- Krzyż Milenijny w Bolesławcu (2000–2001)[3]

## Galeria

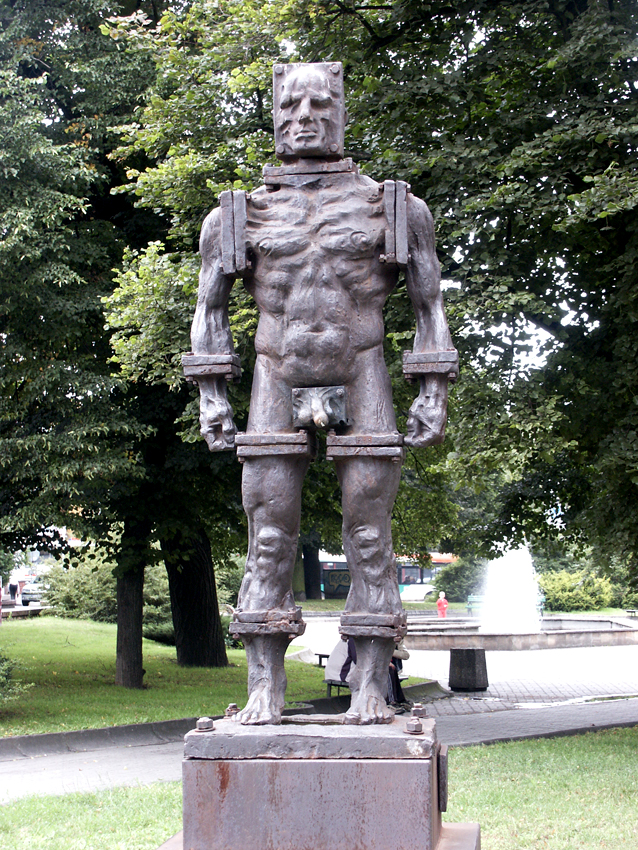
Z cyklu „Ludzie z żelaza” – „Śfińster” w Gorzowie Wielkopolskim
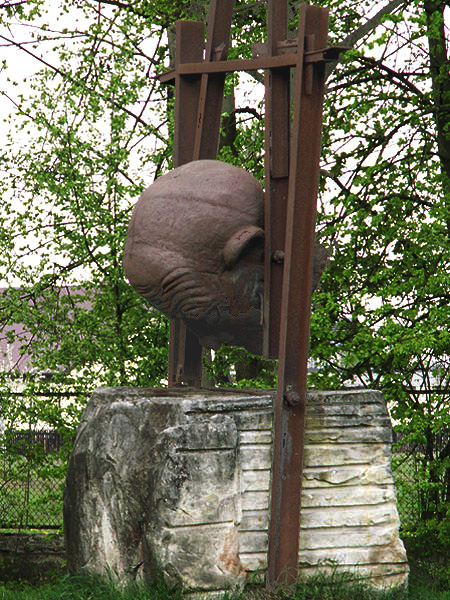
Głowa w Centrum Rzeźby Polskiej w Orońsku
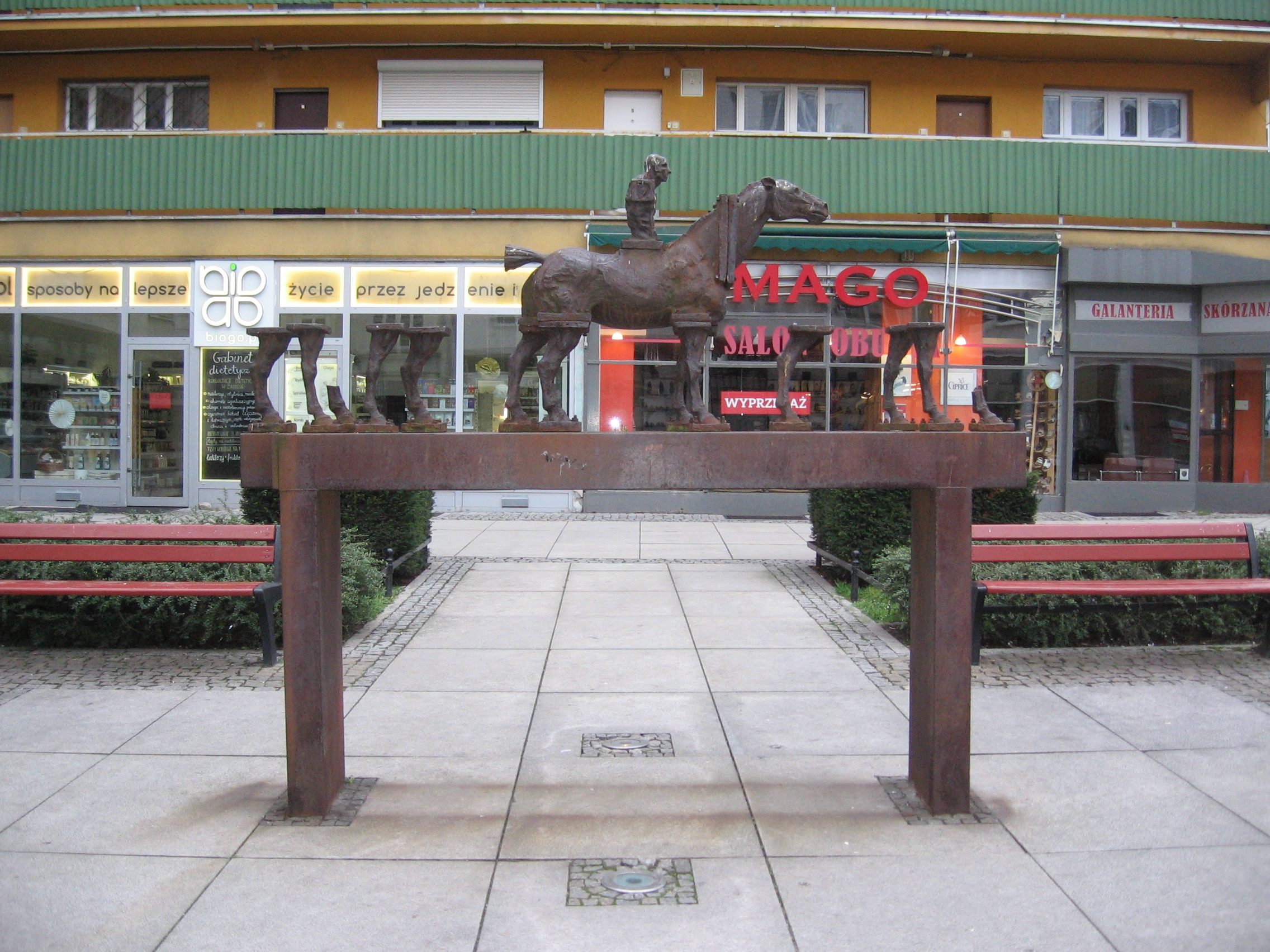
Koń na skrzyżowaniu ulic Szewskiej i Wita Stwosza we Wrocławiu w 2007 roku
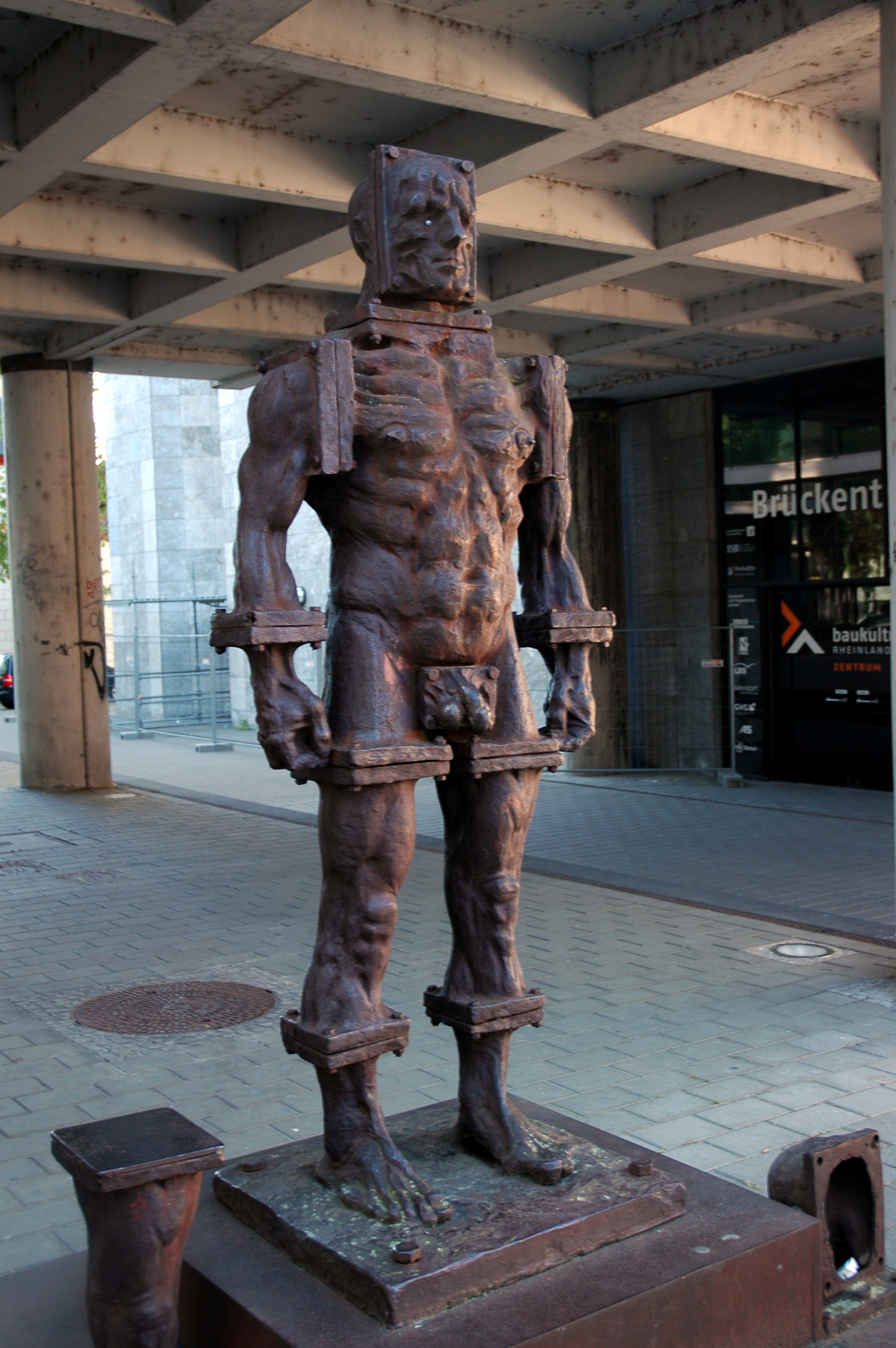
Eisenmann w Moguncji